# Batalha de Tragane
Batalha de Tragane foi uma batalha travada entre o Exército Nacional Líbio e um grupo armado do Chade em Tragane em 27 de dezembro de 2018.

## Antecedentes
Depois que a Segunda Guerra Civil Líbia eclodiu em 2014, quando várias facções armadas começaram a lutar pelo controle da Líbia, os diferentes partidos líbios começaram a contratar mercenários chadianos e sudaneses para combater. Como resultado, grupos armados (incluindo insurgentes) cruzariam as fronteiras para a Líbia e tornariam-se intensamente envolvidos na política local. Um dos grupos rebeldes que se tornaram ativos no país é o Conselho de Comando Militar para a Salvação da República (CCMSR), uma facção rebelde chadiana que pretende depor Idriss Déby, presidente e ditador de facto do Chade desde 1990.

## Batalha
Em 27 de dezembro de 2018, as forças irregulares chadianas lançaram um ataque surpresa a um campo da 10.ª Brigada de Infantaria do Exército Nacional Líbio, a facção militar liderada por Khalifa Haftar, em Tragane. Os militantes que foram descritos como bem treinados, usaram dez carros e um veículo blindado para inicialmente invadir parte do campo, incluindo sua sede, onde mataram o comandante do Batalhão 181, Tenente-Coronel Khalid Masoud Rahoma. O comandante assistente da guarnição do Exército Nacional Líbio, Coronel Juma al-Thabet, foi ferido e capturado pelos irregulares.
As tropas da guarnição reagruparam-se, no entanto, e com o apoio de civis locais lançaram um contra-ataque. Além de al-Thabet, doze outros soldados também foram feridos em meio aos combates. Após cerca de duas a três horas de combates, os chadianos foram forçados a recuar sob fogo pesado até a metade do dia. O coronel al-Thabet foi deixado para trás, mas conseguiu recuar com 24 a 34 veículos militares capturados.